# Gambaiseuil
Gambaiseuil település Franciaországban, Yvelines megyében. Lakosainak száma 65 fő (2022. január 1.). Gambaiseuil Bourdonné, Condé-sur-Vesgre, Gambais, Grosrouvre és Saint-Léger-en-Yvelines községekkel határos.

## Népesség
A település népességének változása:
| Lakosok száma | 71   | 62   | 58   | 62   | 60   | 57   | 60   | 62   | 65   |
|               | 2013 | 2015 | 2016 | 2017 | 2018 | 2019 | 2020 | 2021 | 2022 |